# Dunele de nisip de la Hanul Conachi
Dunele de nisip de la Hanul Conachi este o arie protejată (arie specială de conservare — SAC, sit de importanță comunitară — SCI) din România, desemnată în scopul protejării biodiversității și menținerii într-o stare de conservare favorabilă a florei spontane și faunei sălbatice, precum și a habitatelor naturale de interes comunitar aflate în arealul zonei de protecție. Aceasta se întinde pe o suprafață de 249,2 ha, integral pe uscat.

## Localizare
Situl se întinde pe teritoriul administrativ al comunei Fundeni din județul Galați. Centrul sitului Dunele de nisip de la Hanul Conachi este situat la coordonatele 45°34′19″N 27°34′44″E / 45.571839°N 27.578975°E.

## Înființare
Situl Dunele de nisip de la Hanul Conachi (ROSAC0072) a fost declarat sit de importanță comunitară în decembrie 2007 pentru a proteja 1 specie de plante și 2 specii de animale. Situl a fost protejat și ca arie specială de conservare în mai 2022. Acesta include rezervația naturală Dunele de nisip de la Hanu Conachi.

## Biodiversitate
Situată în ecoregiunea de stepă, aria protejată conține 2 habitate naturale: Păduri de stejar alb estice, Pajiști calcaroase din nisipuri xerice.
La baza desemnării sitului se află mai multe specii protejate:
- plante (1): Pontechium maculatum subsp. maculatum
- nevertebrate (1): croitorul mare al stejarului (Cerambyx cerdo)
- reptile (1): țestoasa de baltă (Emys orbicularis)

Pe lângă speciile protejate, pe teritoriul sitului au mai fost identificate 19 specii de plante, 2 specii de amfibieni, 2 specii de mamifere, 1 specie de pești.